# Premium Deck Series: Fire & Lightning
(Dravus, mago della lava)
Premium Deck Series: Fire & Lightning è un set speciale del gioco di carte collezionabili Magic: l'Adunanza, edito da Wizards of the Coast, in vendita in tutto il mondo dal 19 novembre 2010 ma solo in lingua inglese.

## Ambientazione
(cinereo piromante)
Il set si concentra su un particolare tipo di mazzo di Magic, chiamato Burn dai giocatori (dall'inglese bruciare), piuttosto che su un periodo della storia o su un luogo del multiverso in cui è ambientato il gioco. I grimori costruiti in questa maniera hanno in comune il tipo di magie che contengono e il modo di essere giocati durante una partita. I mazzi Burn usano la magia rossa, talvolta affiancata in piccola parte da un altro colore, e un grande quantitativo di magie che infliggono danni diretti alle creature e ai giocatori, come appunto fiamme, fulmini ed esplosioni di ogni sorta. Le creature evocate da questo tipo di grimorio sono piccole e veloci, inadatte alla difesa ma molto efficaci nell'attacco, spesso dotate di abilità come rapidità e con una forza più alta della costituzione. Tutte le magie del mazzo hanno un costo basso per poter essere lanciate fin dai primissimi turni della partita e hanno effetti immediati devastanti, ma non portano vantaggi nel lungo periodo, la partita va quindi giocata tutta sull'attacco cercando di vincere il più in fretta possibile senza dare agli avversari il tempo di organizzarsi.

## Caratteristiche
(Jestus Dreya, Gli Elementi e l'Eternità)
Fire & Lightning è un mazzo precostruito da 60 carte di Magic di tipo Burn. Il grimorio utilizza la magia rossa ed è costruito in maniera da essere estremamente veloce, per essere giocato in modo molto aggressivo cercando di raggiungere una rapida vittoria infliggendo un grande ammontare di danni diretti. Infatti le magie in esso contenute costano poco mana e possono essere lanciate fin dai primi turni della partita, costringendo immediatamente gli avversari sulla difensiva. La rapidità per un mazzo di questo tipo è essenziale, il grimorio infatti non contiene incantesimi, artefatti o altre magie che danno vantaggi sul lungo periodo, e più la partita si protrae nel tempo più è difficile mantenere il controllo sul gioco.

La particolarità di questo mazzo, oltre al fatto di costituire un set di carte a sé stante, è che tutte le carte sono foil, ovvero sono state stampate con una tecnica olografica che le rende cangianti quando colpite dalla luce.
In totale il set si compone di 34 differenti carte di Magic, stampate a bordo nero con tecnica olografica, così ripartite:
- per colore: 25 rosse, 2 ibride, 7 terre.
- per rarità: 9 comuni, 15 non comuni, 6 rare, 4 terre base.

Tutte le carte di questo set sono già state stampate in precedenti espansioni, ed essendo il mazzo predeterminato, la rarità delle singole carte è determinata dalla rarità che avevano quando sono apparse nei precedenti set di espansione del gioco.
Il simbolo dell'espansione è un fulmine all'interno di una fiamma, e si presenta nei consueti tre colori a seconda della rarità: nero per le comuni, argento per le non comuni e oro per le rare, il set non contiene rare mitiche.
In questo set sono presenti carte stampate in diciassette anni di storia di Magic, dall'Edizione Alpha a Magic 2011. Alcune carte del mazzo non erano mai state stampate prima in versione olografica.